# 심야배송
《심야배송》은 2013년에 제작한 대한민국의 영화이다.

## 캐스팅
- 전수아